# أوترانتو
أوترانتو أو أذرنت (بالإيطالية: Otranto)‏ هي بلدة وبلدية في مقاطعة لتشه في إقليم بولية في جنوب إيطاليا.

## المناخ
يظهر الجدول التالي التغييرات المناخية على مدار السنة لأوترانتو:
| البيانات المناخية لـأوترانتو        | البيانات المناخية لـأوترانتو | البيانات المناخية لـأوترانتو | البيانات المناخية لـأوترانتو | البيانات المناخية لـأوترانتو | البيانات المناخية لـأوترانتو | البيانات المناخية لـأوترانتو | البيانات المناخية لـأوترانتو | البيانات المناخية لـأوترانتو | البيانات المناخية لـأوترانتو | البيانات المناخية لـأوترانتو | البيانات المناخية لـأوترانتو | البيانات المناخية لـأوترانتو | البيانات المناخية لـأوترانتو |
| الشهر                               | يناير                        | فبراير                       | مارس                         | أبريل                        | مايو                         | يونيو                        | يوليو                        | أغسطس                        | سبتمبر                       | أكتوبر                       | نوفمبر                       | ديسمبر                       | المعدل السنوي                |
| ----------------------------------- | ---------------------------- | ---------------------------- | ---------------------------- | ---------------------------- | ---------------------------- | ---------------------------- | ---------------------------- | ---------------------------- | ---------------------------- | ---------------------------- | ---------------------------- | ---------------------------- | ---------------------------- |
| متوسط درجة الحرارة الكبرى °م (°ف)   | 13.0 (55.4)                  | 13.5 (56.3)                  | 15.7 (60.3)                  | 18.9 (66.0)                  | 24.4 (75.9)                  | 27.0 (80.6)                  | 28.7 (83.7)                  | 28.5 (83.3)                  | 25.8 (78.4)                  | 22.3 (72.1)                  | 17.3 (63.1)                  | 14.0 (57.2)                  | 20.8 (69.4)                  |
| متوسط درجة الحرارة الصغرى °م (°ف)   | 7.2 (45.0)                   | 8.2 (46.8)                   | 9.6 (49.3)                   | 10.0 (50.0)                  | 12.1 (53.8)                  | 15.9 (60.6)                  | 21.2 (70.2)                  | 21.1 (70.0)                  | 16.0 (60.8)                  | 12.7 (54.9)                  | 10.3 (50.5)                  | 8.3 (46.9)                   | 12.7 (54.9)                  |
| الهطول مم (إنش)                     | 52 (2.0)                     | 60 (2.4)                     | 81 (3.2)                     | 83.3 (3.28)                  | 83.6 (3.29)                  | 110.7 (4.36)                 | 85.8 (3.38)                  | 67.5 (2.66)                  | 114.6 (4.51)                 | 100.2 (3.94)                 | 80.7 (3.18)                  | 53.3 (2.10)                  | 972.2 (38.28)                |
| متوسط أيام هطول الأمطار             | 6.7                          | 7.1                          | 8.2                          | 8.1                          | 6.9                          | 7.3                          | 5.8                          | 5.1                          | 7.7                          | 7.5                          | 7.2                          | 6.6                          | 84.2                         |
| المصدر: Italian Ministry of Defence |                              |                              |                              |                              |                              |                              |                              |                              |                              |                              |                              |                              |                              |

## السكان
في سنة 1861 بلغ عدد السكان 2٬111 نسمة، وتطور العدد ليصل في سنة 2011 لـ 5٬622 نسمة.
يظهر هذا المخطط البياني تطور النمو السكاني لـ أوترانتو